# Leśno Górne
Leśno Górne (do 1945 niem. Hohenleese) – osada w Polsce, położona w województwie zachodniopomorskim, w powiecie polickim, w gminie Police. Leży u podnóża Wzgórz Warszewskich na skraju Puszczy Wkrzańskiej na północ od stolicy województwa – Szczecina.

## Historia

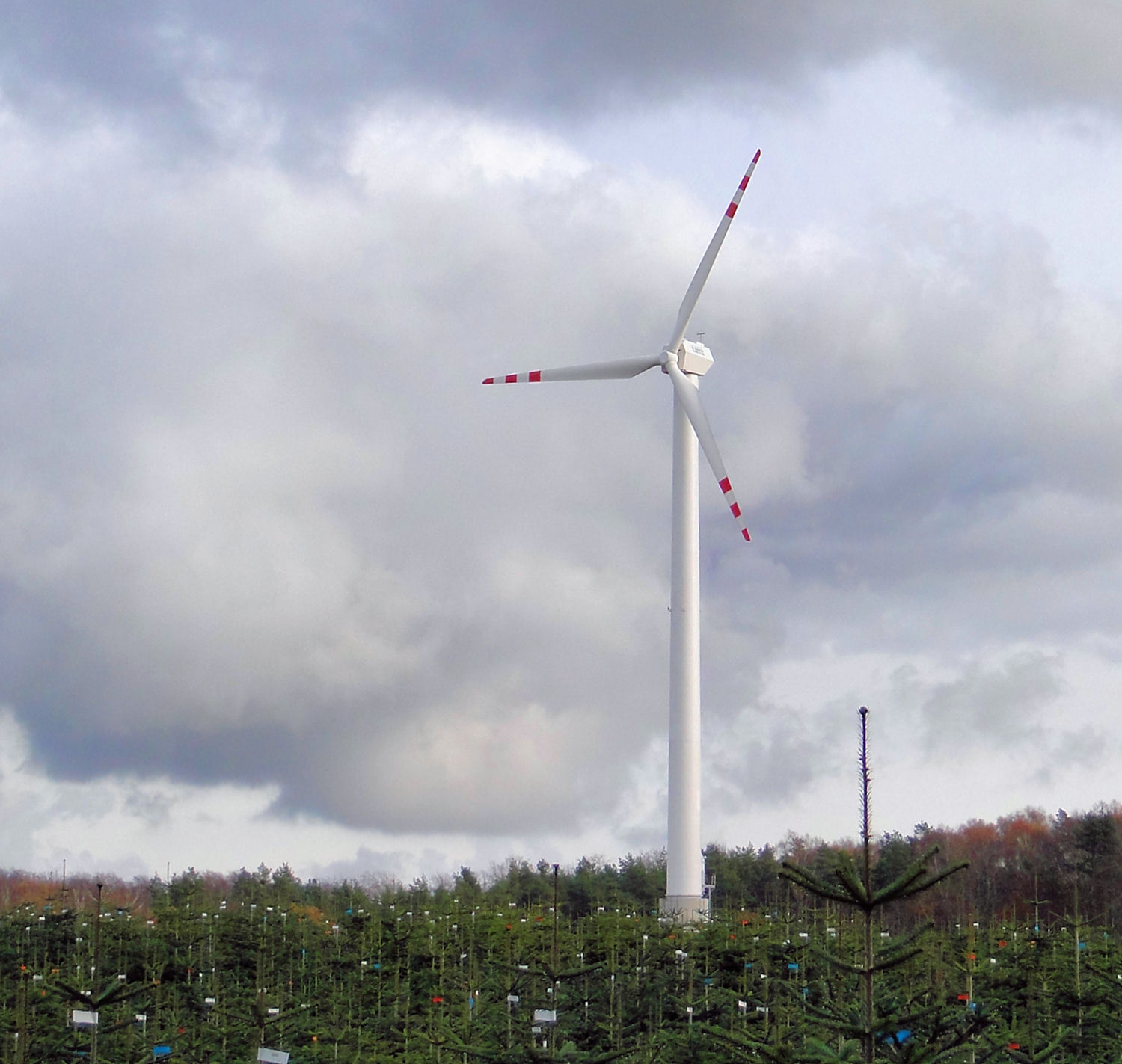
Elektrownia wiatrowa

Pierwsze historyczne wzmianki pochodzące z ok. 1276 podają nazwę Lesen lub Lezen. Przez wieki wieś była majątkiem kupców szczecińskich. Prawdopodobnie w XVII w. powstała cegielnia.
Po 1945 istniał tu do 1992 PGR. W 2001 wybudowano w pobliżu wsi wysypisko odpadów komunalnych.
W 2010 w Leśnie Górnym uruchomiono pierwszą w powiecie polickim profesjonalną elektrownię wiatrową o mocy nominalnej 600 kW i wysokości wieży 60 m.
Wieś typu folwarcznego.
Przynależność administracyjna:
- 1815–1866: Związek Niemiecki, Królestwo Prus, prowincja Pomorze, rejencja szczecińska, powiat Randow
- 1866–1871: Związek Północnoniemiecki, Królestwo Prus, prowincja Pomorze, rejencja szczecińska, powiat Randow
- 1871–1918: Cesarstwo Niemieckie, Królestwo Prus, prowincja Pomorze, rejencja szczecińska, powiat Randow
- 1919–1933: Rzesza Niemiecka (Republika Weimarska), kraj związkowy Prusy, prowincja Pomorze, rejencja szczecińska, powiat Randow
- 1933–1939: III Rzesza, prowincja Pomorze, rejencja szczecińska, powiat Randow
- 1939–1945: III Rzesza, prowincja Pomorze, rejencja szczecińska, Wielkie Miasto Szczecin
- 1945–1975: Polska, województwo szczecińskie, powiat szczeciński
- 1975 – 1998: Polska, województwo szczecińskie, gmina Police
- 1999 – teraz: Polska, województwo zachodniopomorskie, powiat policki, gmina Police

Demografia:
- 1862 – 141 mieszkańców
- 1939 – 90 mieszkańców
- 1972 – 140 mieszkańców

### Zabytki
- Neogotycki (eklektyzm) pałac z poł. XIX w.
- Głaz pamiątkowy z 1934 r. na Wzgórzu Pokoju (około 100 m n.p.m.) w Puszczy Wkrzańskiej. 26 września 1934 roku Towarzystwo Miłośników Puszczy Mścięcińskiej ustawiło granitowy głaz (o obwodzie 3,6 m i wysokości 1,4 m) upamiętniający poetę i pisarza Hermanna Lönsa. Na kamieniu wyryto sylwetki dzikich królików i napis, który w tłumaczeniu brzmi cyt. „Hermann Löns / (zmarły) na zachodzie 26.9.1914 / Wilkołak zaniósł się wyciem przez krainę / „Poeta wrzosowisk” umarł za swoją ojczyznę / Mścięcińskie Towarzystwo Leśne / 26.9.1934”.
- Pomniki przyrody:
  - Dąb Starosty (obwód pnia 590 cm) – przy posesji nr 4
  - Dąb Bogusława X – przy drodze do osiedla Szczecin – Warszewo

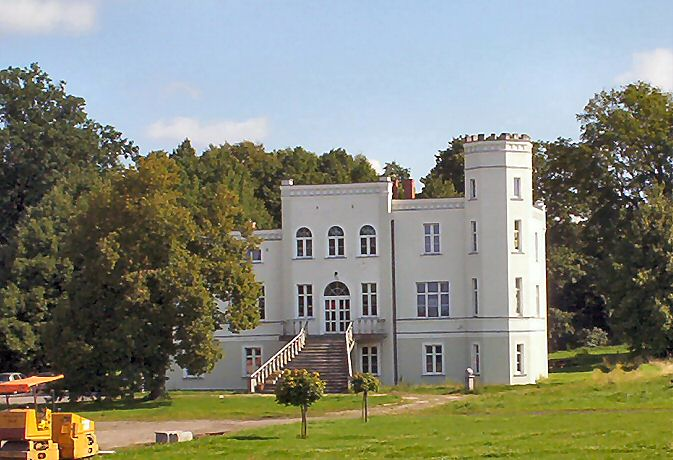
Pałacyk w Leśnie Górnym
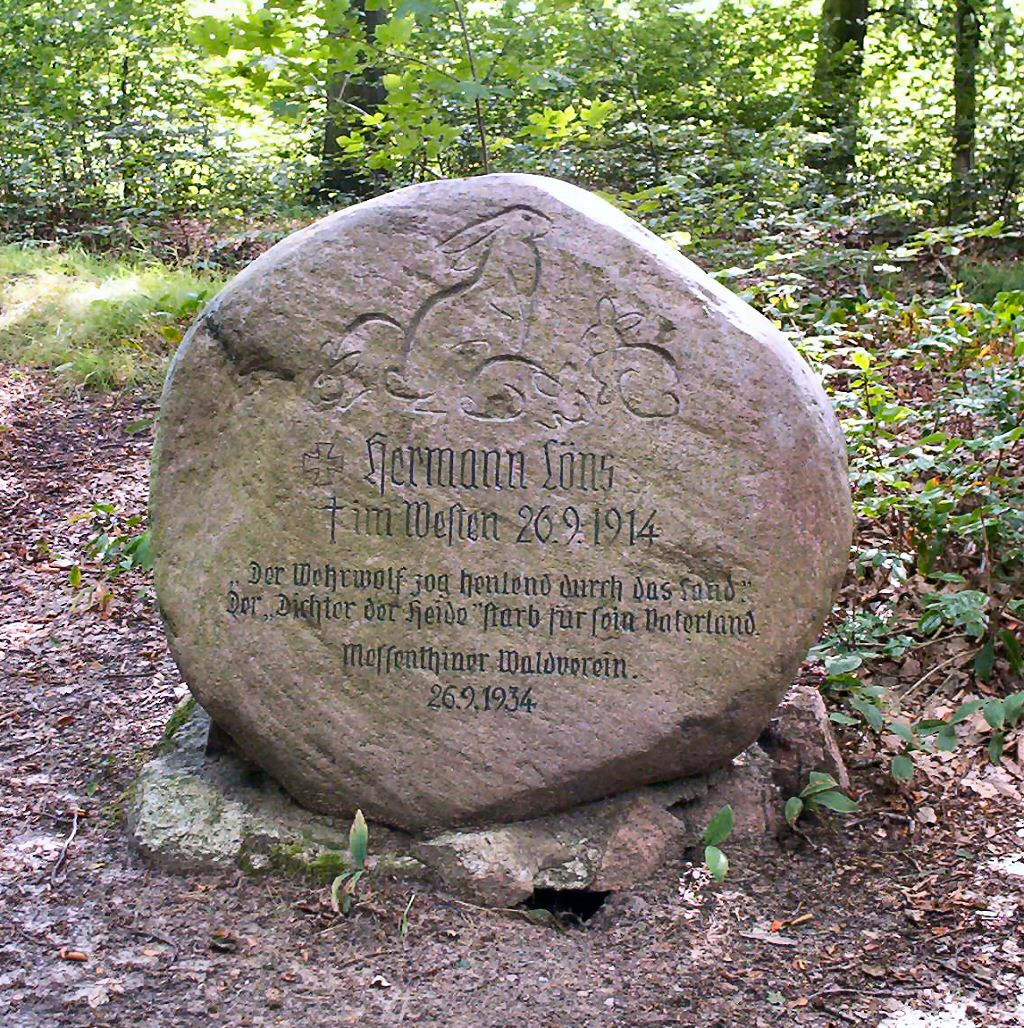
Głaz Hermanna Lönsa
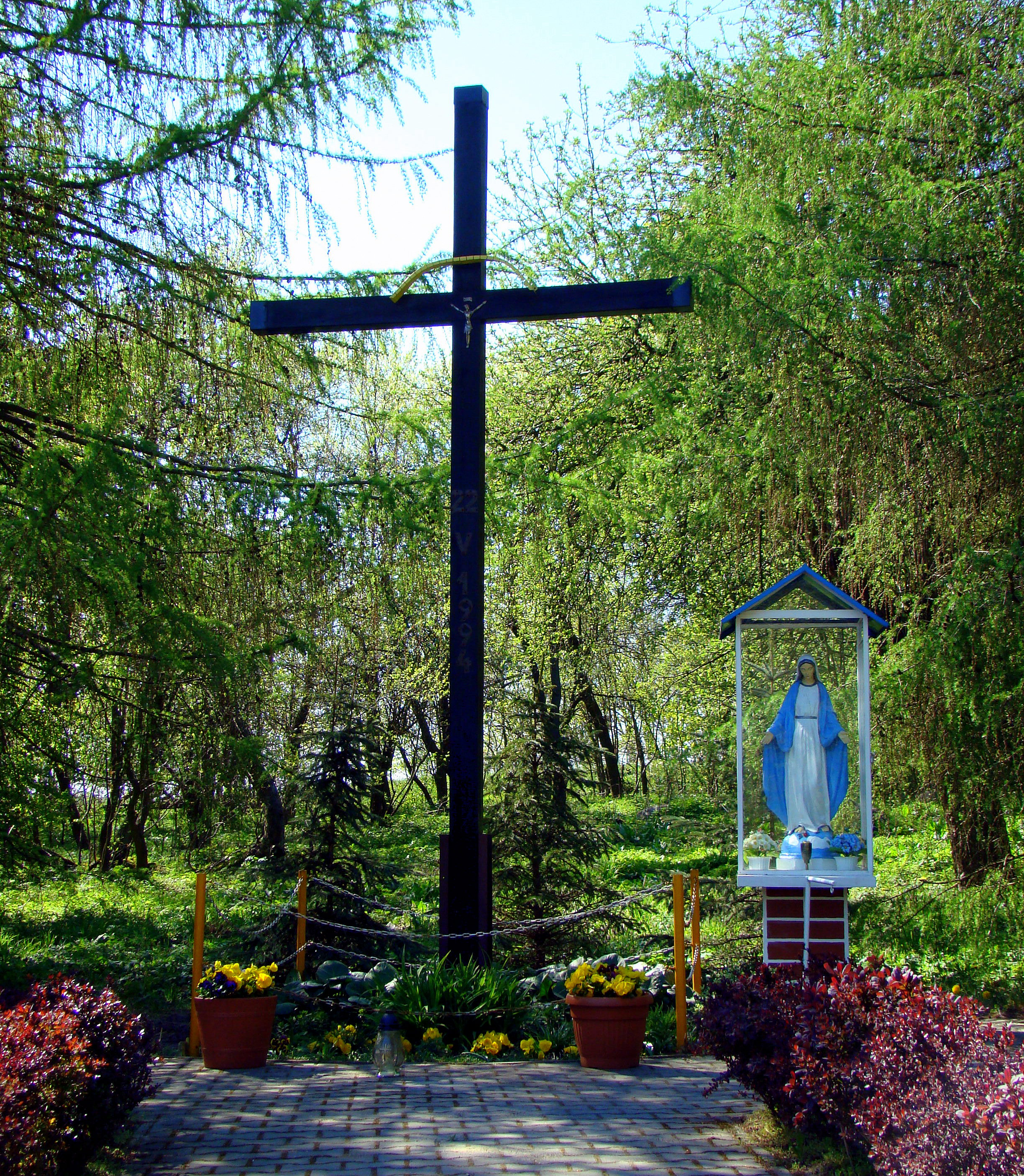
Przydrożny krzyż we wsi
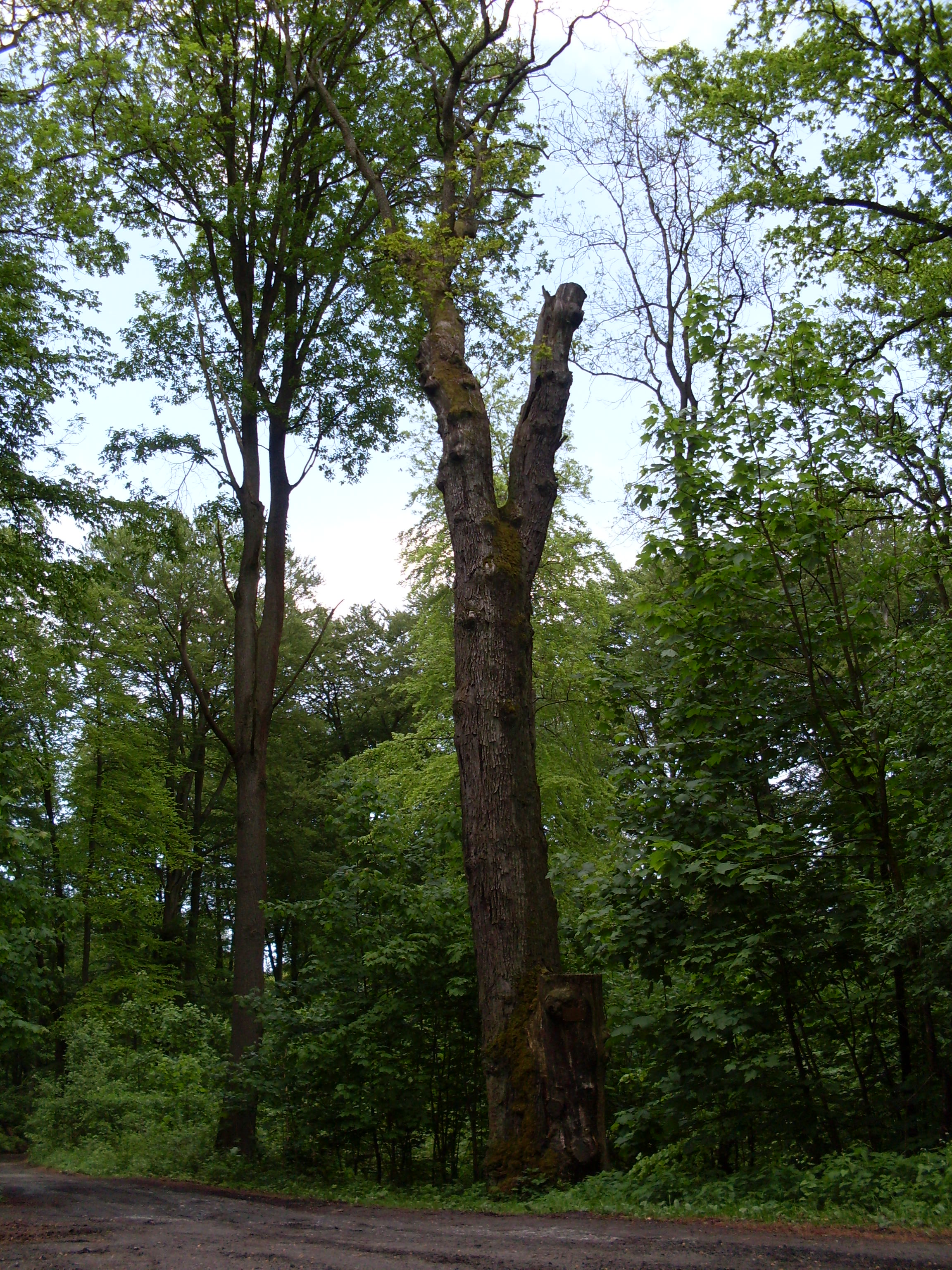
Dąb Bogusława X
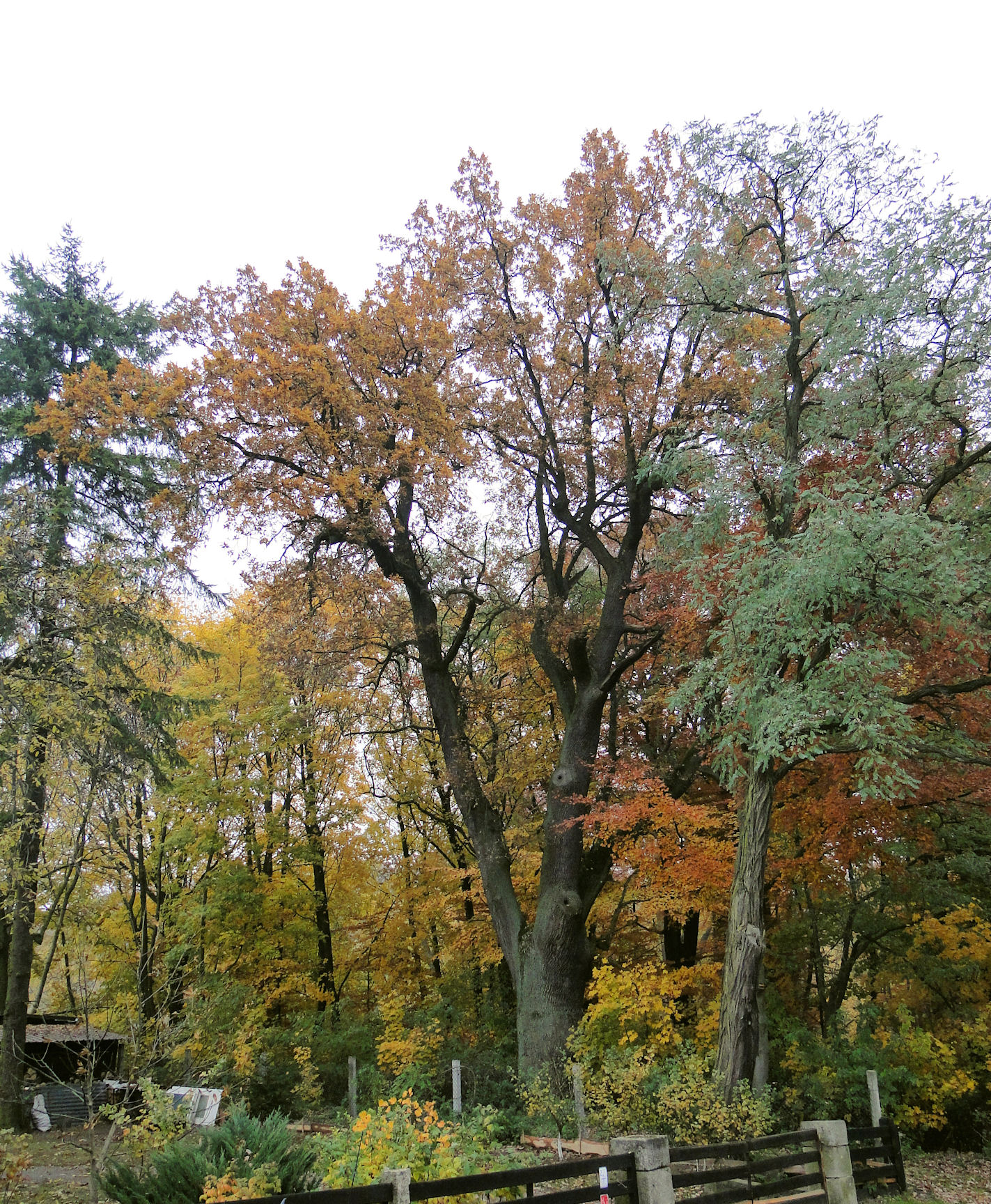
Dąb Starosty

## Turystyka i komunikacja

### Turystyka
Przez wieś prowadzi  Szlak „Puszcza Wkrzańska”,  Szlak Pokoju i  szlak czarny Leśno Górne – Tanowo, a przez pobliski las przebiega  czerwony pieszy szlak „Ścieżkami Dzików”.
W pobliżu stoi elektrownia wiatrowa o mocy 600 kW.

### Drogi, bezpieczeństwo na drodze
Przez wieś przebiega droga łącząca Police (ul. Wyszyńskiego), Siedlice, Leśno Górne i Pilchowo (ul. Leśna). Między Leśnem Górnym a wsią Siedlice oraz na obszarze zabudowanym Siedlic droga ta ma kilka niebezpiecznych zakrętów. Z tego powodu zarówno kierowcy, jak i rowerzyści oraz piesi powinni zachować szczególną ostrożność wymaganą od uczestników ruchu drogowego.

### Linie autobusowe (SPPKPolice)
- 106 do Starego Miasta w Policach, przez Nowe Miasto w Policach i Siedlice
- 106 do osiedla Głębokie w Szczecinie przez Pilchowo